# S/2021 N 1
S/2021 N 1 は、海王星を公転している衛星の一つである。2021年9月7日にスコット・S・シェパード、チャドウィック・トルヒージョ、David J. Tholen、Patryk S. Lykawka がハワイ島のマウナ・ケア山にある口径 8.2 m のすばる望遠鏡を用いて行った観測で初めて発見され、2024年2月23日にその発見が公表された。海王星の自転方向に対して逆行する軌道を公転しており、海王星からの軌道長半径は約5000万 km で、軌道を一周するのに約27年を要する。これは、現時点で既知の太陽系の衛星の中で最大の軌道長半径と最長の公転周期となる。

## 発見
S/2021 N 1 は、2021年9月7日にハワイ島のマウナ・ケア山にある口径 8.2 m のすばる望遠鏡を使った海王星の不規則衛星の探索中に、スコット・S・シェパードとその共同研究者らによって初めて観測された。シェパードらはシフト・アンド・アッド法 (shift-and-add technique) と呼ばれる方法を用いることで微かな S/2021 N 1 からの光を検出することに成功した。この技術では、望遠鏡を用いて長時間露光した画像を多数撮影し、それらを主惑星の動きに追従するように位置を合を合わせ、これらの画像を全て加算して単一の画像を生成させれば、線状に写る遠方の恒星や銀河に対して、主惑星と同じような動きをしている衛星からの微かな光点が見えるようになる。同様の観測手法は2023年に新たに報告された土星の衛星の観測の際にも用いられている。シフト・アンド・アッド法をすばる望遠鏡のような非常に口径の大きい望遠鏡に適用させることで、シェパードらのチームはこれまでの捜索よりもさらに深く海王星の不規則衛星を観測できるようになったとしている。 
2021年9月から2023年11月にかけて、シェパードらはラス・カンパナス天文台にある口径 6.5 m のマゼラン望遠鏡、パラナル天文台にある口径 8.2 m の超大型望遠鏡VLT、マウナ・ケア天文台にある口径 8.1 m のジェミニ望遠鏡を使用して S/2021 N 1 のフォローアップ観測を実施し、軌道の決定と衛星が見失われないようにするための確認を行った。シェパードらのチームによって新たに発見された別の海王星の不規則衛星である S/2002 N 5 と併せて、小惑星センター (MPC) が2024年2月23日に公開した小惑星電子回報 (MPEC) にて発見が公表され、S/2021 N 1 という仮符号が割り当てられた。これにより、海王星の衛星の総数は14個から16個となった。発見が公表されたのは2024年であるが、2021年に撮影された画像に初めて写っていたため、仮符号には 2021 が付されている。

## 軌道

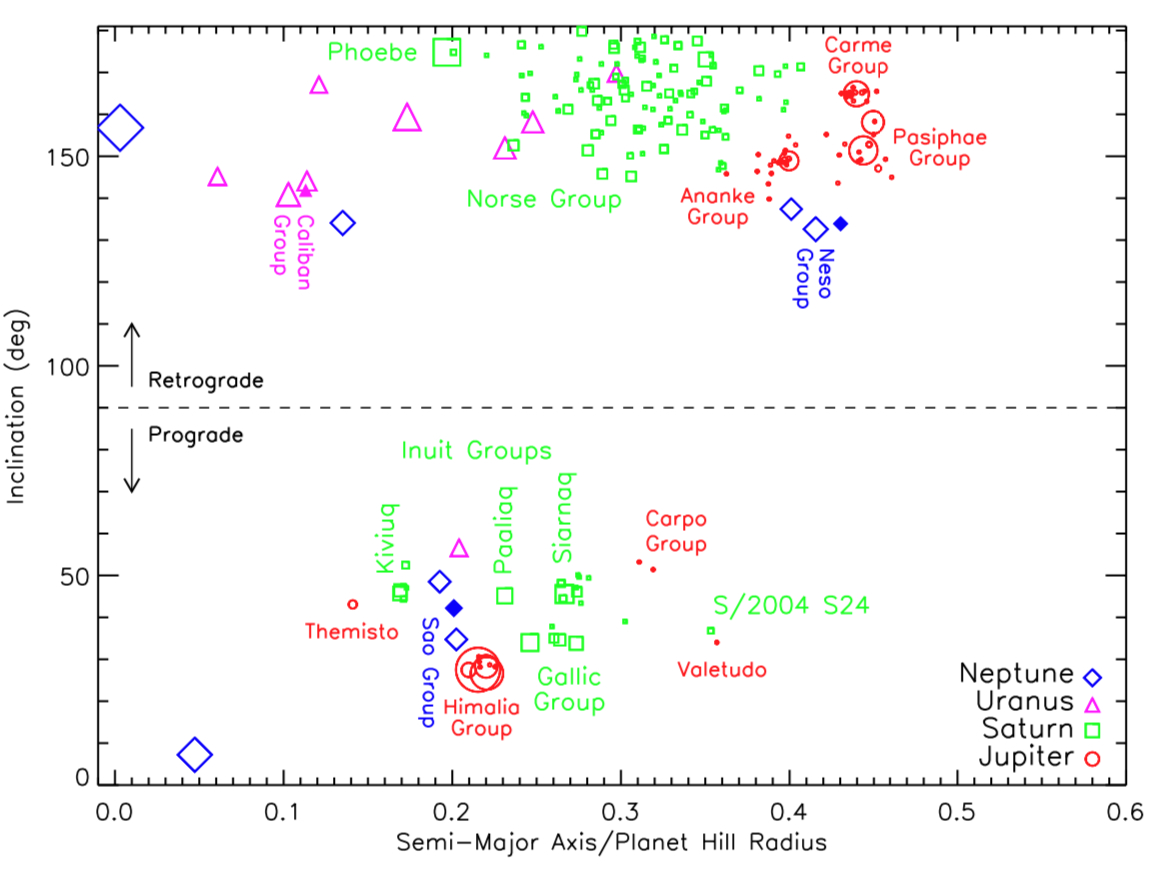
横軸を主惑星からの軌道長半径、縦軸を軌道の軌道傾斜角とした際の木星（赤）、土星（黄緑）、天王星（マゼンダ）、海王星（青）の不規則衛星の分布を示したグラフ。横軸の軌道長半径は主惑星のヒル半径に対する割合を、縦軸の軌道傾斜角は黄道面に対する傾きを示している。衛星の相対的な大きさはプロットされている図形の大きさで表している。このグラフから、海王星の不規則衛星はネソ群とサオ群の2つのグループに分けられる。データは2024年2月時点のもの。

S/2021 N 1 は海王星から遠くにあり、黄道面に対して大きく傾斜し扁平した楕円軌道を描いているため、不規則衛星に分類される。不規則衛星は主惑星からの距離が遠く、主惑星との重力による束縛が緩いため、その軌道は太陽や他の惑星の重力によって頻繁に乱される（摂動）ことが知られている。これにより不規則衛星の軌道は短期間で大きく変化するため、特定の日時のみを元期とした接触軌道要素では、ケプラーの法則に基づく単純な楕円軌道では不規則衛星の長期的な軌道運動を正確に表すことができない。代わりに固有軌道要素（または平均軌道要素）は長期間に渡って摂動を受けている軌道を平均化し、短期間における軌道の変化の影響を除いて計算されるため、不規則衛星の長期的な軌道をより正確に表すのに用いられる。
1600年から2400年までの800年間に渡って平均化された S/2021 N 1 の海王星からの固有軌道長半径は約 5070万 km（約 0.339 au）で、固有公転周期は地球における約27.5年となっている。これは、海王星の衛星の中だけでなく太陽系内で知られている全ての衛星において主天体から遠い軌道を公転している衛星であるということになり、公転周期においても、それまでに知られていた太陽系内の衛星の中で最も長い。S/2021 N 1 の発見以前に知られていた最も主惑星から離れている衛星は同じく海王星を公転しているネソだが、軌道長半径は約4987万 km、公転周期は約26.8年である。比較として、太陽に最も近い惑星である水星の軌道長半径は約 5790万 km（約 0.387 au）であり、S/2021 N 1 の海王星からの固有軌道長半径より約 14% 大きい程度である。S/2021 N 1 は極端に海王星から離れた軌道を描いているが、海王星のヒル半径は約1億1500万 km（約 0.77 au）に及んでいるため、海王星からの重力の影響を受けて公転することができている。S/2021 N 1 の固有軌道長半径は海王星のヒル半径の約 44% に達しているが、カルメ群とパシファエ群に属している木星の衛星の方が主惑星のヒル半径に対する軌道長半径の比は大きい。
S/2021 N 1 の固有軌道離心率は 0.503 で、黄道面に対する固有軌道傾斜角は135.2度となっている。軌道傾斜角が90度を超えているため、海王星が太陽の周囲を公転する方向とは逆方向に公転している逆行衛星となる。他の天体からの摂動の影響により、先述の通り S/2021 N 1 の軌道要素は長い時間スケールでは大きく変動し、軌道長半径は 4900万 kmから 5300万 km 、軌道離心率は 0.32 から 0.70 、軌道傾斜角は129度から139度の範囲で変化する。
S/2021 N 1 は、2017年9月に海王星から約 2710万 km （約 0.181 au）の距離まで近づき、軌道上で海王星に対して最も近くなる近海点を通過した。現在は海王星から遠ざかっており、2032年3月に約 7480万 km（約 0.500 au）離れた遠海点に到達すると計算されている。S/2021 N 1 が最後に遠海点を通過したのは2002年11月で、このときの海王星からの距離は約 7660万 km （約 0.512 au）であった。遠海点距離に差が生じているのは S/2021 N 1 が受けている摂動の影響によるものである。
S/2021 N 1 の軌道には、地球上において平均で約900年周期の交点移動 (Nodal precession) がみられるが、近点移動は確認されていない。代わりに、S/2021 N 1 の近海点引数は周期的に90度付近で秤動しており、これはネソとサオによって共有される挙動である。この挙動は、周期的な太陽と海王星の摂動で生じる古在メカニズムによるものである。古在メカニズムが発生していると、天体の軌道離心率と軌道傾斜角の間で周期的な交換を引き起こすことが知られており、例えば S/2021 N 1 の軌道離心率が高くなるにつれて軌道傾斜角は小さくなっていき、その逆も同様に発生する。
S/2021 N 1 はプサマテとネソと共に、海王星から遠く離れた逆行軌道を公転している不規則衛星のグループである「ネソ群 (Neso group)」を構成する一員であるとされている。ネソ群に属する衛星は、海王星からの軌道長半径が 4600万 km から 5100万 km、軌道の離心率が 0.4 から 0.5 、軌道傾斜角が130度から150度の範囲内に収まる軌道要素を持つ。他の全ての不規則衛星のグループと同様に、ネソ群は海王星が形成された後に外部から海王星の重力に捉えられて公転していたさらに大きな衛星が小惑星や彗星との衝突によって破壊されたことによって形成されたと考えられており、衝突で生じて飛散した多くの破片が海王星の周りを元々存在していた衛星と同じような軌道を描いて公転しているものであるとされている。

## 物理的特徴
S/2021 N 1 は非常に暗く、地球から見た見かけの明るさの平均は27等級であり、すばる望遠鏡のような地球上で最大級の望遠鏡であっても検出可能な限界に近い暗さである。ほとんどの不規則衛星に対して用いられる典型的な幾何学的アルベドの値である 0.04 - 0.10 を用いると、S/2021 N 1 の直径は 16 - 25 km となる。一方でシェパードは S/2021 N 1 の直径を約 14 km と推定している。この直径の場合、それまでに発見されていた海王星の衛星の中で最も直径が小さいヒッポカンプの 34.8 km や、S/2021 N 1 と同時に発見が報告された S/2002 N 5 の約 23 km を下回っており、これまでに発見されている中では最も小さな海王星の衛星となった。